# 皮德霍罗德纳
皮德霍罗德纳（烏克蘭語：Підгородна），是烏克蘭南部尼古拉耶夫州五一城區五一城市鎮内的市級鎮。距離五一城9公里，始建於1899年，面積10平方公里，2011年人口2,205，人口密度每平方公里220.5人。